# П'єр Трантен
П'єр Трантен (фр. Pierre Trentin, 15 травня 1944) — французький велогонщик.
Олімпійський чемпіон 1968 (гіт на 1 км), 1968 (тандем) років, бронзовий призер 1964 (гіт на 1 км), 1968 (спринт на 1 км) років, учасник 1972, 1976 років.
Чемпіон світу з трекових велоперегонів 1964 (спринт), 1966 (гіт на 1 км), 1966 (тандем) років, срібний призер 1966 (спринт), 1967 (тандем), 1967 (спринт) років, бронзовий призер 1962 (спринт), 1962 (спринт), 1969 (тандем), 1971 (тандем), 1971 (гіт на 1 км) років.